# Darude
Вілле Віртанен (нар. 17 липня 1975), відомий за своїм псевдонімом Darude — фінський діджей і продюсер з Еури, Фінляндія. Почав музичну кар'єру в 1995 році з хіта «Sandstorm». Представляв Фінляндію на Пісенному конкурсі Євробачення 2019 у дуеті з Себастьяном Рейманом з піснею «Look Away».

## Кар'єра
Перший дебютний студійний альбом, «Before the Storm», співак випустив 18 вересня 2000 року. Альбом був проданий у кількості 800 000 копій по всьому світу, принісши Даруду три фінські премії Греммі, а також досяг першого місця в офіційному списку Фінляндії та № 6 у діаграмі Billboard Dance / Електронна музика у США. Другий студійний альбом Даруда, «Rush», досягнув 11-те місце на танцювальному графіку Billboard у 2003 році і № 4 на щотижневому графіку альбомів у Фінляндії. Його третій студійний альбом, «Label This!» вийшов у 2007 році.
У 2011 році Даруд став співзасновником лейблу EnMass Music, за допомогою якого випустив декілька компіляцій, пов'язаних з його радіо-шоу Salmiakki Sessions. Після виступу на таких фестивалях, як десята річниця Tomorrowland у 2014 році та Future Music Festival в 2015 році, співак випустив 14 серпня 2015 року свій останній студійний альбом, «Moments», після чого провів тур Сполученими Штатами і Канадою у вересні того ж року.
Загалом музика співака характеризується прогресивним стилем.
Даруд також представляв Фінляндію на конкурсі Євробачення 2019 разом із співаком Себастьяном Рейманом, де вони не змогли досягти фіналу й посіли загальне 39 місце з 41-го з 23-ма балами.

## Особисте життя
У Даруда є син (народився 2009 року) і дочка (народилася 2017 року) з дружиною Мішель. Даруд жив у Атланті, Сполучені Штати, з кінця 2000-х до 2013 року. З 2013 року Даруд живе в Сало, Фінляндія з родиною.

## Дискографія
Студійні альбоми
- Before the Storm (2000)
- Rush (2003)
- Label This! (2007)
- Moments (2015)